# 大阪市立第二工芸高等学校
大阪市立第二工芸高等学校（おおさかしりつ だいにこうげい こうとうがっこう）は、大阪府大阪市阿倍野区にあった公立高等学校。

## 概要
夜間定時制課程を単独設置していた高等学校である。2021年度新入生を最後に募集を停止し、最後の学年が卒業する2025年3月に閉校した。また2022年度以降は大阪府に移管され、2022年度-2024年度の3年間のみ、大阪府立第二工芸高等学校の名称となった。
全日制課程をもつ大阪市立工芸高等学校、および工業デザイン系の専修学校・大阪市立デザイン教育研究所と校舎を共有していた。
インテリア科、クラフト科、デザイン科の3学科を設置している。インテリア科は木材加工や家具などの製作を学ぶ。クラフト科は金属工芸・アクセサリー彫金・ガラス工芸・陶芸を学ぶ。デザイン科は絵画や映像・CGなどの工業デザインについて学ぶ。定時制課程でデザイン・造形を学べる高校は全国的にも少ないとされている。
修業年限は4年だが、大阪市立中央高等学校との連携によって3年で卒業できる制度を設置している。

## 沿革
1941年3月13日、大阪市立工芸学校第二本科として設置された。学校沿革史では、第二本科設置をもって学校創立と位置づけている。夜間制で、修業年限は4年となっていた。応用金属科（のち金属工芸科）・応用木材科（のち木材工芸科）を設置した。
学制改革を経て1948年に大阪市立工芸高等学校夜間課程（のち定時制課程）となった。修業年限は4年とし、1948年の初年度は図案科と建築科を設置した。翌1949年度には普通科を併設したが、普通科は1980年度に募集停止されている。
1953年4月1日付で夜間定時制単独設置校・大阪市立第二工芸高等学校として分離独立した。
しかし大阪市と大阪府の方針により、大阪市立の高等学校全校を大阪府に移管する方針が具体化し、2020年12月に大阪市会および大阪府議会で移管に関連する条例が可決された。これに伴い大阪市立の高等学校全校は2022年度より大阪府に移管されることになった。
これに伴い大阪市立の定時制単独高校は募集を停止し、校舎を共用する全日制高校の定時制課程として統合再編されることになった。第二工芸高等学校は2021年新入生を最後に募集を停止し、2022年度以降は工芸高等学校定時制課程総合学科として募集する。2022年時点での在校生の学籍は卒業まで第二工芸高等学校となるが、大阪府立として移管された上で新たな工芸高等学校定時制課程と併存し、最後の学年が卒業する2025年3月に閉校した。

### 年表
- 1941年3月13日 - 大阪市立工芸学校第二本科（夜間課程）として創立[4]。
- 1948年4月1日 - 学制改革により、大阪市立工芸高等学校夜間課程となる。
- 1949年4月1日 - 男女共学化。
- 1951年4月1日 - 夜間課程を定時制課程に改称。
- 1952年 - 校旗（初代）制定。
- 1953年4月1日 - 大阪市立第二工芸高等学校として分離独立。
- 1954年4月1日 - 新校章・校旗制定。
- 1961年10月2日 - 校歌制定。
- 1980年 - 普通科を募集停止。
- 1992年 - 大阪市立中央高等学校との連携で、3年卒業制度開始。
- 2000年12月12日 - 本館校舎が大阪市指定有形文化財に指定される。
- 2021年 - この年の新入生を最後に募集停止。
- 2022年 - 大阪府に移管。大阪府立第二工芸高等学校となる。同年度入学生以降は大阪府立工芸高等学校定時制として再編。
- 2025年3月31日 - 閉校。

## 交通
- Osaka Metro谷町線 文の里駅より北へ約300m
- Osaka Metro御堂筋線 昭和町駅より北へ約500m
- JR西日本阪和線 美章園駅より西へ約500m
- 近鉄南大阪線 河堀口駅より南西へ約700m

## 出身者
- 夏木志朋 - 小説家
- ハイヒールモモコ - 漫才師（中退）
- 森山大道 - 写真家（中退）
- ユーマ - お笑い芸人